# 莫尔旺地区布拉泽
莫尔旺地区布拉泽（法語：Brazey-en-Morvan，法語發音：[bʁazɛ ɑ̃ mɔʁvɑ̃]）是法国科多尔省的一个市镇，位于该省西部，属于博讷区。

## 地理
莫尔旺地区布拉泽（47°10'23"N, 4°17'23"E）面积17.22 平方千米，位于法国勃艮第-弗朗什-孔泰大區科多尔省，该省份为法国中东部省份，北起奥布省，西接涅夫勒省和约讷省，南至索恩-卢瓦尔省，东南接汝拉省，东临上索恩省，东北部与上马恩省接壤。
与莫尔旺地区布拉泽接壤的市镇（或旧市镇、城区）包括：列奈、莫尔旺地区维利耶、维扬日、巴尔勒雷居利耶、布拉诺、桑斯雷。
莫尔旺地区布拉泽的时区为UTC+01:00、UTC+02:00（夏令时）。

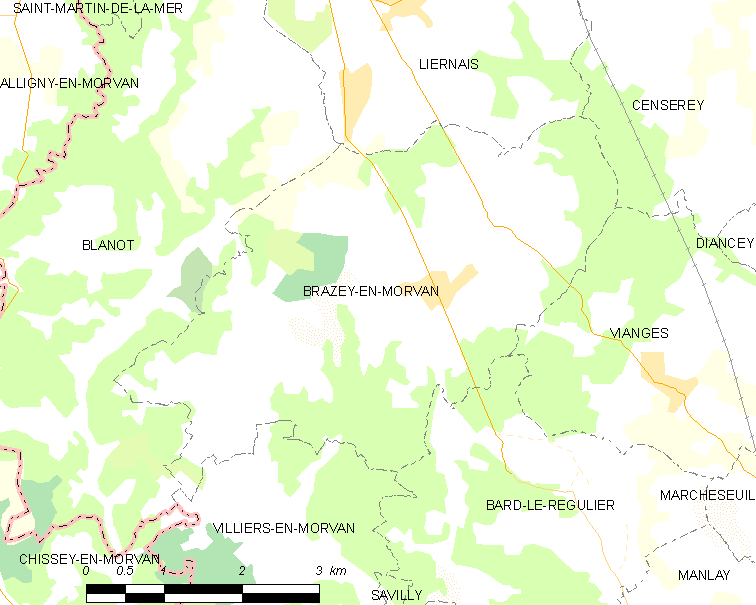
莫尔旺地区布拉泽的OSM定位图

## 行政
莫尔旺地区布拉泽的邮政编码为21430，INSEE市镇编码为21102。

## 政治
莫尔旺地区布拉泽所属的省级选区为阿尔奈勒迪克县。

## 人口

1962-2008年间莫尔旺地区布拉泽人口变化图示

莫尔旺地区布拉泽于2022年1月1日时的人口数量为150人。